# Prouvy
Prouvy è un comune francese di 2 365 abitanti situato nel dipartimento del Nord nella regione dell'Alta Francia.
Nel territorio comunale si trova la confluenza del fiume Écaillon nella Schelda.

## Società

### Evoluzione demografica
Abitanti censiti